# Benja Posedarski
Benja Posedarski, hrvatska velikaška obitelj, ogranak zadarske plemićke obitelji Benja koja je preko braka stekla posjede i naslove nekadašnje hrvatske velikaške obitelji Posedarski, s kojom nije u krvnom srodstvu.
Zadarski plemić Josip Benja († 1826.) oženio je kneginju Domeniku Posedarski († 1799.), kći kneza Petra i posljednju članicu obitelji Posedarski. S njom nije imao potomstva, ali mu je ona oporučno ostavila svoje posjede i naslove koje je on ostavio svome sinu Kuzmanu iz provga braka te je time utemeljio novu lozu knezova Posedarskih.
Obitelj je izumrla u muškoj liniji s knezom Antunom koji jr umro 1952. godine u Italiji, a potpuno se ugasila smrću njegove supruge, kneginje Darinke rođ. Pavličević 1975. godine.

## Vanjske poveznice
- Posedarski – Hrvatska enciklopedija